# ベストアクター
ベストアクター（欧字名:Best Actor、2014年2月28日 - 2021年12月25日）は、日本の競走馬。主な勝ち鞍は2020年の阪急杯。
馬名の意味は、「最高の男優」。ターフで主役になれることを願って。

## 戦績
2017年4月29日、東京競馬場第5レースの3歳未勝利戦（芝1400m）で、鞍上蛯名正義にてデビューし勝利。その後は条件クラスでレースを重ねた。体質の弱さが原因で秋から10か月ほど休養し、4歳6月の3歳以上500万下で復帰したが、骨折のため再び長期休養にはいった。休養期間中に去勢が実施されている。5歳5月からレースに復帰。
6歳となった2020年、シーズン初戦として出走した2月15日の3勝クラス・雲雀ステークスを勝利し、前年最終戦からの連勝でオープンクラスに昇格した。初の重賞挑戦で出走した次走の阪急杯は道中は中団につけてスムーズに進路を取ると、最後の直線で馬群を力強く抜け出し、3連勝での重賞初優勝を飾った。その後、右前肢の脚部不安のため、優先出走権を獲得していた高松宮記念には出走せず、長期休養に入った。
7歳2月、連覇のかかる阪急杯で約1年ぶりにレースに復帰したが、ブービーの16着惨敗に終わる。その後も調子を取り戻せず、年末に出走した阪神カップのレース中に故障を発生し競走中止、右第1指関節脱臼のため予後不良となった。7歳没。

## 競走成績
以下の内容は、JBISサーチおよびnetkeiba.comに基づく。
| 競走日     | 競馬場 | 競走名        | 格       | 距離（馬場）  | 頭 数 | 枠 番 | 馬 番 | オッズ （人気） | 着順 | タイム （上り3F） | 着差 | 騎手        | 斤量 [kg] | 1着馬（2着馬）         | 馬体重 [kg] |
| ---------- | ------ | ------------- | -------- | ------------- | ----- | ----- | ----- | --------------- | ---- | ----------------- | ---- | ----------- | --------- | ---------------------- | ----------- |
| 2017.04.29 | 東京   | 3歳未勝利     |          | 芝1400m（良） | 18    | 3     | 6     | 009.90（3人）   | 01着 | R1:21.9（34.3）   | -0.3 | 0蛯名正義   | 56        | （タックボーイ）       | 452         |
| 0000.05.21 | 東京   | 3歳500万下    |          | 芝1600m（良） | 17    | 5     | 9     | 003.60（2人）   | 06着 | R1:34.0（34.2）   | -0.6 | 0蛯名正義   | 56        | ソーグリッタリング     | 454         |
| 0000.07.30 | 新潟   | 新発田城特別  | 500万下  | 芝1400m（良） | 18    | 8     | 18    | 005.60（3人）   | 01着 | R1:20.4（33.9）   | -0.0 | 0田中勝春   | 54        | （コスモヨハネ）       | 450         |
| 0000.08.27 | 新潟   | 五頭連峰特別  | 1000万下 | 芝1600m（良） | 17    | 5     | 10    | 006.50（4人）   | 10着 | R1:35.4（33.1）   | -0.9 | 0蛯名正義   | 54        | メイショウオワラ       | 460         |
| 2018.06.23 | 東京   | 3歳上500万下  |          | 芝1400m（良） | 15    | 6     | 12    | 013.10（3人）   | 09着 | R1:25.4（36.1）   | -1.0 | 0田中勝春   | 57        | ウィンドライジズ       | 454         |
| 2019.05.04 | 新潟   | 五泉特別      | 500万下  | 芝1400m（良） | 16    | 4     | 8     | 012.50（6人）   | 01着 | 01:21.7（34.8）   | -0.1 | 0柴田善臣   | 57        | （ロジムーン）         | 444         |
| 0000.06.01 | 東京   | 由比ヶ浜特別  | 2勝      | 芝1400m（良） | 15    | 5     | 8     | 008.20（5人）   | 02着 | 01:20.3（33.3）   | -0.0 | 0柴田善臣   | 54        | レノーア               | 444         |
| 0000.06.29 | 中京   | 知多特別      | 2勝      | 芝1400m（良） | 18    | 4     | 8     | 009.40（3人）   | 03着 | 01:20.5（34.2）   | -0.2 | 0柴田善臣   | 57        | ミッキーブリランテ     | 444         |
| 0000.10.14 | 東京   | 国立特別      | 2勝      | 芝1400m（良） | 16    | 2     | 4     | 008.70（5人）   | 05着 | R1:21.8（34.5）   | -0.4 | 0柴田善臣   | 57        | アンリミット           | 452         |
| 0000.10.26 | 東京   | 神奈川新聞杯  | 2勝      | 芝1400m（良） | 11    | 6     | 6     | 002.80（1人）   | 01着 | 01:20.6（33.4）   | -0.2 | 0C.ルメール | 57        | （カルリーノ）         | 450         |
| 2020.02.15 | 東京   | 雲雀S         | 3勝      | 芝1400m（良） | 16    | 2     | 3     | 004.10（1人）   | 01着 | R1:20.8（33.4）   | -0.0 | 0武豊       | 55        | （チカノワール）       | 454         |
| 0000.03.01 | 阪神   | 阪急杯        | GIII     | 芝1400m（良） | 18    | 7     | 14    | 022.30（6人）   | 01着 | R1:20.3（34.0）   | -0.1 | 0浜中俊     | 56        | （フィアーノロマーノ） | 448         |
| 2021.02.28 | 阪神   | 阪急杯        | GIII     | 芝1400m（良） | 17    | 8     | 17    | 026.20（5人）   | 16着 | R1:20.4（34.4）   | -1.2 | 0団野大成   | 56        | レシステンシア         | 456         |
| 0000.08.15 | 新潟   | 関屋記念      | GIII     | 芝1600m（良） | 17    | 1     | 2     | 098.4（15人）   | 16着 | R1:33.9（34.7）   | -1.2 | 0柴田善臣   | 56        | ロータスランド         | 450         |
| 0000.09.12 | 中京   | セントウルS   | GII      | 芝1200m（良） | 17    | 4     | 7     | 249.9（16人）   | 09着 | R1:07.8（33.2）   | -0.6 | 0富田暁     | 56        | レシステンシア         | 450         |
| 0000.12.05 | 阪神   | ギャラクシーS | OP       | ダ1400m（良） | 16    | 6     | 12    | 068.6（12人）   | 16着 | R1:25.8（38.4）   | -1.9 | 0富田暁     | 58        | バティスティーニ       | 446         |
| 0000.12.25 | 阪神   | 阪神C         | GII      | 芝1400m（良） | 18    | 4     | 8     | 180.8（14人）   | 中止 |                   |      | 0富田暁     | 57        | グレナディアガーズ     | 444         |

## 血統表
| ベストアクターの血統            | ベストアクターの血統                  | ベストアクターの血統           | （血統表の出典）               | （血統表の出典） |
| 父系                            | サンデーサイレンス系                  | サンデーサイレンス系           | サンデーサイレンス系           |                  |
| 父 ディープインパクト 鹿毛 2002 | 父の父*サンデーサイレンス 青鹿毛 1986 | Halo                           | Hail to Reason                 | Hail to Reason   |
| 父 ディープインパクト 鹿毛 2002 | 父の父*サンデーサイレンス 青鹿毛 1986 | Halo                           | Cosmah                         |                  |
| 父 ディープインパクト 鹿毛 2002 | 父の父*サンデーサイレンス 青鹿毛 1986 | Wishing Well                   | Understanding                  | Understanding    |
| 父 ディープインパクト 鹿毛 2002 | 父の父*サンデーサイレンス 青鹿毛 1986 | Wishing Well                   | Mountain Flower                |                  |
| 父 ディープインパクト 鹿毛 2002 | 父の母*ウインドインハーヘア 鹿毛 1991 | Alzao                          | Lyphard                        | Lyphard          |
| 父 ディープインパクト 鹿毛 2002 | 父の母*ウインドインハーヘア 鹿毛 1991 | Alzao                          | Lady Rebecca                   |                  |
| 父 ディープインパクト 鹿毛 2002 | 父の母*ウインドインハーヘア 鹿毛 1991 | Burghclere                     | Busted                         | Busted           |
| 父 ディープインパクト 鹿毛 2002 | 父の母*ウインドインハーヘア 鹿毛 1991 | Burghclere                     | Highclere                      |                  |
| 母 ベストロケーション 芦毛 2005 | 母の父*クロフネ 芦毛 1998             | *フレンチデピュティ            | Deputy Minister                | Deputy Minister  |
| 母 ベストロケーション 芦毛 2005 | 母の父*クロフネ 芦毛 1998             | *フレンチデピュティ            | Mitterand                      |                  |
| 母 ベストロケーション 芦毛 2005 | 母の父*クロフネ 芦毛 1998             | *ブルーアヴェニュー            | Classic Go Go                  | Classic Go Go    |
| 母 ベストロケーション 芦毛 2005 | 母の父*クロフネ 芦毛 1998             | *ブルーアヴェニュー            | Eliza Blue                     |                  |
| 母 ベストロケーション 芦毛 2005 | 母の母ダイナアクトレス 鹿毛 1983      | *ノーザンテースト              | Northern Dancer                | Northern Dancer  |
| 母 ベストロケーション 芦毛 2005 | 母の母ダイナアクトレス 鹿毛 1983      | *ノーザンテースト              | Lady Victoria                  |                  |
| 母 ベストロケーション 芦毛 2005 | 母の母ダイナアクトレス 鹿毛 1983      | モデルスポート                 | *モデルフール                  | *モデルフール    |
| 母 ベストロケーション 芦毛 2005 | 母の母ダイナアクトレス 鹿毛 1983      | モデルスポート                 | *マジックゴディス              |                  |
| 母系(F-No.)                     | マジックゴディス(GB)系(FN:1-s)        | マジックゴディス(GB)系(FN:1-s) | マジックゴディス(GB)系(FN:1-s) | [ § 2 ]          |
| 5代内の近親交配                 | Northern Dancer 5×4                   | Northern Dancer 5×4            | Northern Dancer 5×4            | [ § 3 ]          |
| 出典                            | 1. 2. 3.                              | 1. 2. 3.                       | 1. 2. 3.                       | 1. 2. 3.         |

- 3代母モデルスポートは1978年ダービー卿チャレンジトロフィーなど重賞2勝。
- 祖母ダイナアクトレスは1988年スプリンターズステークスなど重賞5勝。
- そのほかの主な近親にステージチャンプ、プライムステージ、アブソリュート、スクリーンヒーロー、マルカラスカルなど。